# 陳北洋
陳北洋，中華人民共和國政治人物。中國共產黨黨員。

## 經歷
陳北洋曾擔任湖北省司法廳黨委委員、副廳長職務。2007年12月4日，陈北洋主持湖北省12.4农业法制宣传现场会的启动仪式。2008年9月20日，他与湖北省监狱局局长陈文贵到汉源县考察慰问，并向该县捐赠60万元设备和物资。10月30日，湖北省政府办公厅调研组至司法厅视察时，他参加接待活动，在座谈会上主持发言。2009年6月25日，他主持召开纪念建党八十八周年暨“延安精神”专题报告会。2011年3月28日，湖北省司法厅专题会议部署“发扬传统、坚定信念、执法为民”主题教育实践活动，由陈北洋主持。6月13日，到荆楚理工学院附属医院就重性精神疾病患者收治和管控工作调研。8月8日，至建始县指导司法行政工作。8月31日，以厅党委委员、副厅长的身份兼任湖北省政府责任体系及履责机制建设活动领导小组副组长。12月7日，到解放街办检查指导综治工作。

## 爭議事件
陳北洋退休後，一家居住在武漢市。2020年，中國大陸暴发2019冠狀病毒病疫情之後，他一家於春節前夕出現感染症狀，並在之後的核酸檢測中確診感染新冠肺炎。2月13日，中國網路上曝出其因醫院無法提供廳級幹部對應的單人或雙人病房，因而拒絕在院治療的資訊，後又違反居家隔離紀律出門活動，引發網民討論，受到輿論關注。陳北洋隨後在網路上發佈致歉信，聲稱其確診後一直希望入院但卻無法入院，於1月30日尋找私人診所醫生李躍華治療後經兩次核酸檢測結果為陰性，為節約醫療資源沒有去醫院。李躍華亦在網路上宣稱自己能夠治愈了新冠肺炎。但在隨後的第三次核酸檢測中，陳北洋一家再次呈現陽性。
2月24日，湖北省紀律檢查委員會認定其违反传染病防治法规和防控工作规定，在本人及其家人确诊新冠肺炎后，不服从集中隔离、入院治疗等措施，并违规出入公共场所，影响恶劣。其还存在违反廉洁纪律、违规多占政策性住房问题。陈北洋受到留党察看处分，并降为一级调研员退休待遇；对其违规多占的政策性住房，由相关主管部门依规处理。次日，湖北省司法廳也在其官方網站上發佈公告，支持湖北省紀檢委的決定。